# Асексуальность
Асексуа́льность (также эйс-спектр либо а-спектр) — определение или самоопределение людей, которые не испытывают полового влечения, или испытывают крайне низкое половое влечение.
Сознательное половое воздержание при наличии полового влечения не является асексуальностью. Асексуальность классифицируют и как отсутствие сексуальной ориентации, и как из её вариант наряду с гетеросексуальностью, гомосексуальностью и бисексуальностью.
От 1 до 1,7 % человеческой популяции идентифицируют себя как асексуальные люди.
Асексуальность отличается от антисексуальности. В то время как асексуалы могут иметь много общего с антисексуалами, асексуальность не подразумевает положительного/отрицательного отношения к самому явлению секса. Также асексуальность не всегда означает физическую неспособность к половому акту и/или продолжению рода.
До сих пор[когда?] ведутся дискуссии по поводу того, следует ли считать асексуальность ориентацией или половой конституцией. Порой за «асексуальность» принимают сексуальные дисфункции. Или вовсе путают сниженное либидо, нежелание секса, негативный опыт, несовместимость с темпераментом партнёра и другое.
Международный день асексуальности (англ. International Asexuality Day) проводится 6 апреля в некоторых странах.
Неделя осведомлённости об асексуальности (англ. Asexual Awareness Week или Ace Week) проводится ежегодно в последнюю неделю октября.

## Изучение
Асексуальности посвящено сравнительно малое количество исследований. Те из них, что были проведены, утверждают, что асексуальность не менее распространена, чем гомосексуальность или иные виды сексуальной ориентации.

## Варианты
Асексуальность в общем случае не связана с желанием или нежеланием иметь детей. Асексуалы, которые хотят иметь детей, могут практиковать половые акты с целью зачатия, но могут также сделать выбор в пользу искусственного оплодотворения или усыновления/удочерения.
Асексуальность не является тем же самым, что и намеренное воздержание от половой активности (которое, в свою очередь, не следует отождествлять с одной лишь религиозной его формой — обетом «безбрачия»). Многие асексуалы вступают в половые сношения под действием социальных предрассудков, из любопытства, стремясь удовлетворить желание партнёра, для удовольствия/сексуальной разрядки (не имея влечения/не придавая этому большого значения) или же для продолжения рода; в свою очередь, не все придерживающиеся целибата являются асексуалами.
Грейсексуальность, или серая асексуальность (англ. gray asexuality), — свойство людей, сексуальность которых располагается между «обычными» и асексуальными предпочтениями. Они в большей степени подвержены влиянию настроения, могут испытывать сексуальное влечение только в определённых обстоятельствах или к определённому типу личностей. Грейсексуальность характерна не только для асексуалов, но и для представителей других ориентаций.
Демисексуальность — это сексуальная идентичность, в определение которой входит испытывание сексуального влечения при сильной эмоциональной связи.
Асексуальный романтик — это вид асексуальности, при котором человек может влюбляться и испытывать романтическое влечение к людям без влечения к сексу. Такие люди практикуют платонические отношения.
Асексуальная аромантичность — отсутствие и сексуального и романтического влечения к людям любых полов и гендеров.